# Шалланд, Бернар
Бернар Шалланд (фр. Bernard Challandes; 28 июня 1951, Ле-Локль) — швейцарский футбольный тренер.

## Карьера
В качестве футболиста играл в низших дивизионах чемпионата Швейцарии.
Став тренером, Шалланд за несколько лет сумел добраться до команд Швейцарской Суперлиги.
С 2001 по 2007 годы работал с молодёжной сборной Швейцарии. За это время молодые швейцарские игроки добились большого успеха, сборная выходила на молодёжные чемпионаты мира и Европы.
В 2007 году Бернар Шалланд сменил Люсьена Фавра на посту главного тренера «Цюриха». Вместе с командой Шалланд участвовал в групповом этапе Лиги чемпионов, в ходе которого швейцарский клуб сумел одержать сенсационную победу в гостях над итальянским «Миланом» 1:0.
В 2009 году наставник привел «Цюрих» к победе в чемпионате Швейцарии.
Последними командами, с которой работал Бернар Шалланд, были «Тун» и «Янг Бойз».
В феврале 2014 года возглавил национальную сборную Армении.

## Достижения
Как тренер
Цюрих
- Чемпион Швейцарии: 2008/09